# Holly Valance
Holly Valance, egentligen Holly Rachel Vukadinović, född 11 maj 1983 i Melbourne, Australien, är en australisk skådespelare och sångerska. Hon har haft flera framgångsrika låtar på topplistorna, bland andra "Kiss Kiss" och "Naughty Girl". Hon har även varit med i filmen DOA: Dead or Alive 2006.

## Diskografi

### Studioalbum
- 2002 – Footprints
- 2003 – State of Mind

### Singlar
- 2002 – "Kiss Kiss"
- 2002 – "Down Boy"
- 2003 – "Naughty Girl"
- 2003 – "State of Mind"

## Filmografi
| Film       | Film                                    | Film            | Film                            |
| År         | Film                                    | Roll            | Övrigt                          |
| ---------- | --------------------------------------- | --------------- | ------------------------------- |
| 2006       | DOA: Dead or Alive                      | Christie Allen  |                                 |
| 2006       | Pledge This!                            | Jessica         |                                 |
| 2008       | Taken                                   | Sheerah (Diva)  |                                 |
| TV-spel    |                                         |                 |                                 |
| År         | Titel                                   | Roll            | Övrigt                          |
| 2009       | Command & Conquer Red Alert 3: Uprising | Brenda Snow     |                                 |
| Television |                                         |                 |                                 |
| År         | Titel                                   | Roll            | Övrigt                          |
| 1999-2005  | Neighbours                              | Felicity Scully |                                 |
| 2004       | CSI: Miami                              | Kay Coleman     | Avsnitt: "Addiction"            |
| 2005       | Entourage                               | Leanna          | Avsnitt: "My Maserati Does 185" |
| 2005       | CSI: NY                                 | Lydia           | Avsnitt: "Youngblood"           |
| 2005-2006  | Prison Break                            | Nika Volek      | 5 Avsnitt                       |
| 2007       | Moonlight                               | Lola            | Avsnitt: "B.C."                 |
| 2007       | Shark                                   | Christina Shaw  | "Every Breath You Take"         |
| 2008       | Valentine                               | Vivi Langdon    | Avsnitt: "Act Naturally"        |